# يويشي ماسوكاوا
يويتشي ماسوكاوا أو (ماسوكاو ايويشي) (ولد في 27 دجنبر 1978 كاناغاوا ،اليابان) هو مؤدي أصوات ياباني .
الأدوار
- شيميزو يويتشي المحقق كونان
- روك لي ناروتو , ناروتو شيبودن
- أندرلينغ كوكب ملك الوحوش
- هاياكاوا كرة سلة كوروكو

المراجع
http://www.animenewsnetwork.com/encyclopedia/people.php?id=14217

## وصلات خارجية
- يويشي ماسوكاوا على موقع IMDb (الإنجليزية)
- يويشي ماسوكاوا على موقع ألو سيني (الفرنسية)
- يويشي ماسوكاوا على موقع ميوزك برينز (الإنجليزية)
- يويشي ماسوكاوا على موقع قاعدة بيانات الفيلم (الإنجليزية)
- يويشي ماسوكاوا على موقع كينوبويسك (الروسية)
- يويشي ماسوكاوا على موقع ANN person (الإنجليزية)